# Проспект Гагаріна (Чистякове)
Проспект Юрія Гагаріна — одна з основних транспортних магістралей м. Чистякового. Є частиною автомобільної дороги Н21 Старобільськ — Луганськ — Хрустальний — Донецьк. Довжина проспекту 3,5 км.
Проспект Гагаріна зв'язує центр Чистякового з його західною частиною (сел. Шахти «Донецька», Залізничним вокзалом, вул. Шосейною, Камінською, пров. Гагаріна).
Проспект Гагаріна перетинається з багатьма вулицями: Сизранцева, Енгельса, Воровського, Титова, Ніколаєва, 50 років СРСР, Калініна, Успенського, Городською, Колеснікова, Жуковського, Недобера.

## Будови
- № 2, 4, 6, 8, 12-225 - житлові будинки;
- № 25 "А" - відділ РАЦС міського управління юстиції Донецької області;
- № 131/1 - Відділення Фонду соціального страхування від нещасних випадків на виробництві